# Hoa hậu Trái Đất 2019
Hoa hậu Trái Đất 2019 là cuộc thi Hoa hậu Trái Đất lần thứ 19 được tổ chức tại Hội trường Cove Manila, Parañaque, Philippines vào ngày 26 tháng 10 năm 2019. Cuộc thi có tổng cộng 85 thí sinh tranh tài. Hoa hậu Trái Đất 2018 - Nguyễn Phương Khánh đến từ Việt Nam đã trao lại vương miện cho người kế nhiệm, cô Nellys Pimentel đến từ Puerto Rico. Đây là cuộc thi Hoa hậu Trái Đất cuối cùng được phát sóng trên kênh ABS-CBN.

Khách sạn Okada Manila, Parañaque, Philippines, địa điểm chính thức diễn ra cuộc thi Hoa hậu Trái Đất 2019.

## Kết quả

### Xếp hạng
| Kết quả                     | Thí sinh |
| --------------------------- | --- |
| Hoa hậu Trái Đất 2019       | - Puerto Rico – Nellys Pimentel |
| Hoa hậu Không khí (Á hậu 1) | - Hoa Kỳ – Emanii Davis |
| Hoa hậu Nước (Á hậu 2)      | - Cộng hòa Séc – Klára Vavrušková |
| Hoa hậu Lửa (Á hậu 3)       | - Belarus – Alisa Manyonok |
| Top 10                      | - Chile – Fernanda Méndez Tapia - Hà Lan – Nikki Prein - New Zealand – Tashan Kapene - Nigeria – Modupe Susan Garland - Ba Lan – Krystyna Sokołowska - Nga – Anna Baksheeva |
| Top 20                      | - Colombia – Yenny Carrillo - Anh – Stephanie Wyatt (‡) - Ghana – Abena Appiah - Guam – Cydney Shey Folsom - Guyana – Faydeha King - Nhật Bản – Yuka Itoku - Philippines – Janelle Lazo Tee - Bồ Đào Nha – Bruna Silva - Tây Ban Nha – Sonia Hernández Romeo - Thái Lan – Teeyapar Sretsirisuvarna (§) |

‡ - Thí sinh được vào thẳng Top 20 do chiến thắng giải thưởng Best Eco-Video
§ - Thí sinh được vào thẳng Top 20 do chiến thẳng giải thưởng Best Eco-Media

### Thứ tự công bố
| 1. Nga 2. Chile 3. Guam 4. Belarus 5. Guyana 6. Bồ Đào Nha 7. Nhật Bản 8. Ba Lan 9. Ghana 10. Anh 11. Thái Lan 12. Czech Republic 13. Hoa Kỳ 14. Philippines 15. Puerto Rico 16. Tây Ban Nha 17. Colombia 18. Hà Lan 19. Nigeria 20. New Zealand | 1. Nga 2. Puerto Rico 3. New Zealand 4. Hoa Kỳ 5. Hà Lan 6. Chile 7. Belarus 8. Nigeria 9. Ba Lan 10. Czech Republic | 1. Belarus 2. Czech Republic 3. Hoa Kỳ 4. Puerto Rico |

## Bảng huy chương
| Thứ hạng | Quốc gia/Vùng lãnh thổ | Vàng | Bạc | Đồng | Tổng |
| -------- | ---------------------- | ---- | --- | ---- | ---- |
| 1        | Ghana                  | 3    | 0   | 0    | 3    |
| 2        | Tây Ban Nha            | 2    | 1   | 0    | 3    |
| 3        | Chile                  | 2    | 0   | 0    | 2    |
| 3        | Mông Cổ                | 2    | 0   | 0    | 2    |
| 4        | Venezuela              | 1    | 1   | 0    | 2    |
| 5        | Việt Nam               | 1    | 0   | 2    | 3    |
| 6        | Ấn Độ                  | 1    | 0   | 1    | 2    |
| 6        | Bồ Đào Nha             | 1    | 0   | 1    | 2    |
| 7        | Bolivia                | 1    | 0   | 0    | 1    |
| 7        | Kenya                  | 1    | 0   | 0    | 1    |
| 7        | New Zealand            | 1    | 0   | 0    | 1    |
| 7        | Paraguay               | 1    | 0   | 0    | 1    |
| 7        | Ba Lan                 | 1    | 0   | 0    | 1    |
| 7        | Ukraine                | 1    | 0   | 0    | 1    |
| 8        | Philippines            | 0    | 4   | 0    | 4    |
| 9        | Puerto Rico            | 0    | 2   | 0    | 2    |
| 10       | Fiji                   | 0    | 1   | 1    | 2    |
| 10       | Nigeria                | 0    | 1   | 1    | 2    |
| 11       | Armenia                | 0    | 1   | 0    | 1    |
| 11       | Croatia                | 0    | 1   | 0    | 1    |
| 11       | Cộng hòa Séc           | 0    | 1   | 0    | 1    |
| 11       | Đan Mạch               | 0    | 1   | 0    | 1    |
| 11       | Panama                 | 0    | 1   | 0    | 1    |
| 11       | Serbia                 | 0    | 1   | 0    | 1    |
| 11       | Hoa Kỳ                 | 0    | 1   | 0    | 1    |
| 11       | Zambia                 | 0    | 1   | 0    | 1    |
| 12       | Belarus                | 0    | 0   | 2    | 2    |
| 12       | Thái Lan               | 0    | 0   | 2    | 2    |
| 13       | Áo                     | 0    | 0   | 1    | 1    |
| 13       | Trung Quốc             | 0    | 0   | 1    | 1    |
| 13       | Cộng hòa Tự trị Krym   | 0    | 0   | 1    | 1    |
| 13       | Ecuador                | 0    | 0   | 1    | 1    |
| 13       | Pháp                   | 0    | 0   | 1    | 1    |
| 13       | Đức                    | 0    | 0   | 1    | 1    |
| 13       | Hàn Quốc               | 0    | 0   | 1    | 1    |
| 13       | Hà Lan                 | 0    | 0   | 1    | 1    |
| 13       | Peru                   | 0    | 0   | 1    | 1    |

## Các phần thi
| Phần thi                 | Phần thi                          | Vàng                              | Bạc                                     | Đồng |
| ------------------------ | --------------------------------- | --------------------------------- | --------------------------------------- | ---- |
| Trang phục truyền thống  |                                   |                                   |                                         |      |
| Châu Á - Thái Bình Dương | Azzaya Tsogt-Ochir Mông Cổ        | Janelle Lazo Tee Philippines      | Hoàng Thị Hạnh Việt Nam                 |      |
| Châu Mỹ                  | Fernanda Méndez Tapia Chile       | Marianna Fuentes Panama           | Alexandra Caceres Peru                  |      |
| Châu Phi                 | Susan Kirui Kenya                 | Venus Mary Vlahakis Zambia        | Modupe Susan Garland Nigeria            |      |
| Châu Âu                  | Sonia Hernández Romeo Tây Ban Nha | Klára Vavrušková Cộng hòa Séc     | Anastasia Lebediuk Cộng hòa Tự trị Krym |      |
|                          |                                   |                                   |                                         |      |
| Trang phục dạ hội        |                                   |                                   |                                         |      |
| Nhóm KHÔNG KHÍ           | Abena Appiah Ghana                | Emanii Davis Hoa Kỳ               | Bruna Silva Bồ Đào Nha                  |      |
| Nhóm NƯỚC                | Tashan Kapene New Zealand         | Nellys Pimentel Puerto Rico       | Tejaswini Manogna Ấn Độ                 |      |
| Nhóm LỬA                 | Michell Castellanos Venezuela     | Sonia Hernández Romeo Tây Ban Nha | Teeyapar Sretsirisuvarna Thái Lan       |      |
|                          |                                   |                                   |                                         |      |
| Áo tắm                   |                                   |                                   |                                         |      |
| Nhóm KHÔNG KHÍ           | Bruna Silva Bồ Đào Nha            | Janelle Lazo Tee Philippines      | Alisa Manenok Belarus                   |      |
| Nhóm NƯỚC                | Diana Shabas Ukraine              | Nellys Pimentel Puerto Rico       | Antonella Paz Ecuador                   |      |
| Nhóm LỬA                 | Krystyna Sokołowska Ba Lan        | Modupe Susan Garland Nigeria      | Nikki Prein Hà Lan                      |      |
|                          |                                   |                                   |                                         |      |
| Trang phục biển          |                                   |                                   |                                         |      |
| Nhóm KHÔNG KHÍ           | Abena Appiah Ghana                | Janelle Lazo Tee Philippines      | Alisa Manenok Belarus                   |      |
| Nhóm NƯỚC                | Hoàng Thị Hạnh Việt Nam           | Nera Nikolić Croatia              | Faydeha King Guyana                     |      |
| Nhóm LỬA                 | Sonia Hernández Romeo Tây Ban Nha | Michell Castellanos Venezuela     | Kristyna Losova Đức                     |      |
|                          |                                   |                                   |                                         |      |
| Tài năng                 |                                   |                                   |                                         |      |
| Nhóm KHÔNG KHÍ           | Abena Appiah Ghana                | Janelle Lazo Tee Philippines      | Zaira Begg Fiji                         |      |
| Nhóm NƯỚC                | Tejaswini Manogna Ấn Độ           | Wentian Hu Trung Quốc             | Melanie Gassner Áo                      |      |
| Nhóm LỬA                 | Azzaya Tsogt-Ochir Mông Cổ        | Sara Langtved Đan Mạch            | Woo Hee-jun Hàn Quốc                    |      |
|                          |                                   |                                   |                                         |      |
| Hoa hậu Thân thiện       |                                   |                                   |                                         |      |
| Nhóm KHÔNG KHÍ           | Fernanda Méndez Tapia Chile       | Zaira Begg Fiji                   | Sonate Terrassier Pháp                  |      |
| Nhóm NƯỚC                | Jociani Repossi Paraguay          | Ljubica Rajković Serbia           | Hoàng Thị Hạnh Việt Nam                 |      |
| Nhóm LỬA                 | Fernanda Vaca Pereira Bolivia     | Rippi Sargsyan Armenia            | Teeyapar Sretsirisuvarna Thái Lan       |      |

## Các giải thưởng đặc biệt
| Giải thưởng                                      | Thí sinh                                                                       |
| ------------------------------------------------ | ------------------------------------------------------------------------------ |
| Best Designer                                    | - Hoa Kỳ – Emanii Davis                                                        |
| Best in Resorts Wear                             | - Ghana – Abena Appiah                                                         |
| Face of Futuristic Filipiniana                   | - Hoa Kỳ – Emanii Davis                                                        |
| Face of the Futuristic Earth                     | - Philippines – Janelle Lazo Tee                                               |
| Miss Earth Legaspi City                          | - Guam – Cydney Shey Folsom                                                    |
| Miss Biyo Ruchin                                 | - Philippines – Janelle Lazo Tee                                               |
| Miss T Wireless Ambassador                       | - Philippines – Janelle Lazo Tee                                               |
| Miss Samsung (Sponsors)                          | - Colombia – Yenny Carrillo                                                    |
| Miss Queen Lions (Sponsors)                      | - Belarus – Alisa Manenok                                                      |
| Miss Commerce (Sponsors)                         | - Belarus – Alisa Manenok                                                      |
| Miss Legaspi City (Sponsors)                     | - Anh – Stephanie Wyatt                                                        |
| Host Lion Legaspi Orriental (Sponsors)           | - Hoa Kỳ – Emanii Davis                                                        |
| Miss RealMe (AIR Group)                          | - Nhật Bản – Yuka Itoku                                                        |
| Miss Oppo (AIR Group)                            | - Anh – Stephanie Wyatt                                                        |
| Miss Vivo (AIR Group)                            | - Ghana – Abena Appiah                                                         |
| Terminal 2 Ambassador (AIR Group)                | - Philippines – Janelle Lazo Tee                                               |
| Miss Infinity Cosset (AIR Group)                 | - Ghana – Abena Appiah                                                         |
| Miss Southerland (AIR Group)                     | - Belarus – Alisa Manenok                                                      |
| Miss DOH Reg 5 (AIR Group)                       | - Ghana – Abena Appiah                                                         |
| Top 3 People's Choice Award Air Gourp (Sponsors) | - Ghana – Abena Appiah - Hoa Kỳ – Emanii Davis - Chile – Fernanda Méndez Tapia |
| Best in Philipine Terno                          | - Ghana – Abena Appiah                                                         |
| Best in Philipine Terno                          | - Philippines – Janelle Lazo Tee (Á quân 1)                                    |
| Best in Philipine Terno                          | - Bồ Đào Nha – Bruna Silva (Á quân 2)                                          |
| Miss Flora of Misibis Bay                        | - Hà Lan – Nikki Prein                                                         |
| Miss Nicodemus                                   | - Hà Lan – Nikki Prein                                                         |
| Miss Earth Flora                                 | - Puerto Rico – Nellys Pimentel                                                |
| Miss Earth Flora                                 | - Ghana – Abena Appiah (Á hậu 1)                                               |
| Miss Earth Flora                                 | - Mexico – Hilary Islas (Á hậu 2)                                              |
| Best Eco-Video                                   | - Anh – Stephanie Wyatt                                                        |
| Best Eco-Media                                   | - Thái Lan – Teeyapar Sretsirisuvarna                                          |

## Phần ứng xử hay nhất
Câu hỏi trong phần thi ứng xử của Hoa hậu Trái Đất 2019: "Có nhiều người kể cả những nhà lãnh đạo nổi tiếng trên thế giới không tin vào tình trạng biến đổi khí hậu. Bạn sẽ thuyết phục họ như thế nào về sự nghiêm trọng của vấn đề này?"
Câu trả lời của Hoa hậu Trái Đất 2019: "Tôi phải nói rằng lý do trực tiếp chính là tình trạng thiếu giáo dục và sự vô tâm. Các nhà lãnh đạo nổi tiếng và những người có tầm ảnh hưởng nên quan tâm hơn để bảo vệ Trái Đất - ngôi nhà chung của nhân loại." - Nellys Pimentel, đại diện của Puerto Rico.

## Ban giám khảo
| Số thứ tự | Giám khảo              | Nghề nghiệp, chức vụ                                                        |
| --------- | ---------------------- | --------------------------------------------------------------------------- |
| 1         | Dr. Jikyeong Kang      | Chủ tịch và Trưởng khoa Viện Quản lý Châu Á, Chủ tịch tiếp thị MVP          |
| 2         | Cecile Guidote-Alvarez | Người sáng lập Hiệp hội Nhà hát Giáo dục Philippines (PETA)                 |
| 3         | Leo Valdez             | Diễn viên nhà hát người Philippines                                         |
| 4         | Lorraine Schuck        | Phó Chủ tịch Tập đoàn Carousel Productions                                  |
| 5         | Ernie Lopez            | Nhà môi trường, blogger du lịch, chủ hiện tại của kênh ABS-CBN              |
| 6         | Lorife Magadan-Otaza   | Nhà hoạt động môi trường, Thị trưởng đương nhiệm của Loreto, Agusan del Sur |
| 7         | Shontelle              | Ca sĩ                                                                       |

## Thí sinh tham gia
Cuộc thi có tổng cộng 85 thí sinh tham gia:
| Quốc gia/Vùng lãnh thổ | Thí sinh                  | Tuổi | Quê hương           | Nhóm      |
| ---------------------- | ------------------------- | ---- | ------------------- | --------- |
| Argentina              | Florencia Barreto Fessler | 18   | Posadas             | LỬA       |
| Armenia                | Rippi Sargsyan            | 25   | Yerevan             | LỬA       |
| Úc                     | Susana Downes             | 26   | Sydney              | LỬA       |
| Áo                     | Melanie Gassner           | 23   | Viên                | LỬA       |
| Belarus                | Alisa Manenok             | 24   | Baranovichi         | KHÔNG KHÍ |
| Bỉ                     | Caro van Gorp             | 19   | Turnhout            | KHÔNG KHÍ |
| Bolivia                | Fernanda Vaca Pereira     | 23   | Litoral             | LỬA       |
| Bosna và Hercegovina   | Džejla Korajlić           | 21   | Zenica              | KHÔNG KHÍ |
| Botswana               | Katlego Seitshiro         | 21   | Gaborone            | KHÔNG KHÍ |
| Brazil                 | Maria Gabriela Batistela  | 20   | Ourinhos            | NƯỚC      |
| Campuchia              | Thoung Mala               | 21   | Kandal              | NƯỚC      |
| Cameroon               | Jessica Djoumbi           | 24   | Yaoundé             | KHÔNG KHÍ |
| Canada                 | Mattea Henderson          | 24   | Calgary             | LỬA       |
| Chile                  | Fernanda Méndez Tapia     | 27   | Los Vilos           | KHÔNG KHÍ |
| Trung Quốc             | Wentian Hu                | 24   | Bắc Kinh            | NƯỚC      |
| Colombia               | Yenny Carrillo            | 25   | San Martín          | KHÔNG KHÍ |
| Costa Rica             | Linda Ávila               | 23   | San José            | KHÔNG KHÍ |
| Cộng hòa Tự trị Krym   | Anastasia Lebediuk        | 26   | Sevastopol          | KHÔNG KHÍ |
| Croatia                | Nera Nikolić              | 23   | Dubrovnik           | NƯỚC      |
| Cộng hòa Séc           | Klára Vavrušková          | 20   | Kostelec nad Orlicí | KHÔNG KHÍ |
| Đan Mạch               | Sara Langtved             | 24   | Copenhagen          | LỬA       |
| Cộng hòa Dominican     | Yasmín Evangelista        | 22   | Santo Domingo       | LỬA       |
| Ecuador                | Antonella Paz             | 18   | Esmeraldas          | NƯỚC      |
| Anh                    | Stephanie Wyatt           | 19   | Poole               | KHÔNG KHÍ |
| Fiji                   | Zaira Begg                | 24   | Suva                | KHÔNG KHÍ |
| Pháp                   | Sonate Terrassier         | 21   | Bayonne             | KHÔNG KHÍ |
| Đức                    | Kristyna Losova           | 20   | Hamburg             | LỬA       |
| Ghana                  | Abena Appiah              | 26   | Accra               | KHÔNG KHÍ |
| Guadeloupe             | Marika Moutoussamy        | 21   | Morne-à-l'Eau       | NƯỚC      |
| Guam                   | Cydney Shey Folsom        | 19   | Santa Rita          | KHÔNG KHÍ |
| Guatemala              | María Regina Barco        | 20   | Jutiapa             | NƯỚC      |
| Guyana                 | Faydeha King              | 26   | Corriverton         | NƯỚC      |
| Haiti                  | Vitania Louissaint        | 24   | Port-au-Prince      | KHÔNG KHÍ |
| Honduras               | Rita Velasquez            | 23   | Yoro                | LỬA       |
| Hungary                | Tünde Blága               | 23   | Budapest            | LỬA       |
| Ấn Độ                  | Tejaswini Manogna         | 23   | Hyderabad           | NƯỚC      |
| Indonesia              | Cinthia Kusuma Rani       | 21   | Pontianak           | KHÔNG KHÍ |
| Israel                 | Reem Matar                | 20   | Nazareth            | NƯỚC      |
| Ý                      | Letizia Percoco           | 19   | Roncadelle          | NƯỚC      |
| Nhật Bản               | Yuka Itoku                | 23   | Oita                | KHÔNG KHÍ |
| Kazakhstan             | Altynay Assenova          | 21   | Almaty              | LỬA       |
| Kenya                  | Susan Kirui               | 23   | Nairobi             | NƯỚC      |
| Hàn Quốc               | Woo Hee-jun               | 25   | Busan               | LỬA       |
| Liberia                | Georgia Bemah             | 24   | Bong County         | LỬA       |
| Malaysia               | Kajel Kaur                | 23   | Perak               | NƯỚC      |
| Malta                  | Alexia Tabone             | 24   | Tarxien             | KHÔNG KHÍ |
| Mauritius              | Gyanisha Ramah            | 22   | Port Louis          | KHÔNG KHÍ |
| Mexico                 | Hilary Islas              | 19   | Compostela          | KHÔNG KHÍ |
| Mông Cổ                | Azzaya Tsogt-Ochir        | 24   | Ulaanbaatar         | LỬA       |
| Montenegro             | Nikoleta Rakočević        | 23   | Tivat               | LỬA       |
| Myanmar                | May Thadar Ko             | 22   | Mandalay            | KHÔNG KHÍ |
| Nepal                  | Riya Basnet               | 22   | Kathmandu           | LỬA       |
| Hà Lan                 | Nikki Prein               | 21   | Doetinchem          | LỬA       |
| New Zealand            | Tashan Kapene             | 19   | Mount Maunganui     | NƯỚC      |
| Nigeria                | Modupe Susan Garland      | 21   | Lagos               | LỬA       |
| Bắc Ireland            | Shannon McCullagh         | 22   | Belfast             | NƯỚC      |
| Quần đảo Bắc Mariana   | Leisha Deleon Guerrero    | 19   | Saipan              | LỬA       |
| Panama                 | Marianna Fuentes          | 22   | Thành phố Panama    | NƯỚC      |
| Papua New Guinea       | Pauline Tibola            | 23   | Arawa               | NƯỚC      |
| Paraguay               | Jociani Repossi           | 25   | Santa Rita          | NƯỚC      |
| Peru                   | Alexandra Caceres         | 24   | Cajamarca           | KHÔNG KHÍ |
| Philippines            | Janelle Lazo Tee          | 27   | Pasig               | KHÔNG KHÍ |
| Ba Lan                 | Krystyna Sokołowska       | 22   | Bialystok           | LỬA       |
| Bồ Đào Nha             | Bruna Silva               | 18   | Braga               | KHÔNG KHÍ |
| Puerto Rico            | Nellys Pimentel           | 21   | San Juan            | NƯỚC      |
| Réunion                | Anaïs Payet               | 21   | Sainte-Marie        | NƯỚC      |
| Nga                    | Anna Baksheeva            | 18   | Chita               | LỬA       |
| Rwanda                 | Paulette Ndekwe           | 19   | Kigali              | NƯỚC      |
| Serbia                 | Ljubica Rajković          | 25   | Novi Sad            | NƯỚC      |
| Sierra Leone           | N'jainatu Sesay           | 22   | Tokeh               | LỬA       |
| Singapore              | Gerlyn Cheah              | 24   | Singapore           | LỬA       |
| Slovakia               | Stanislava Lučková        | 26   | Košice              | NƯỚC      |
| Slovenia               | Charnée Bonno             | 23   | Velenje             | NƯỚC      |
| Nam Phi                | Nazia Wadee               | 22   | Lenasia             | LỬA       |
| Nam Sudan              | Asara Bullen Panchol      | 22   | Juba                | LỬA       |
| Tây Ban Nha            | Sonia Hernández Romeo     | 22   | Avila               | LỬA       |
| Thái Lan               | Teeyapar Sretsirisuvarna  | 27   | Băng Cốc            | LỬA       |
| Tonga                  | Titania Matekuolava       | 24   | Panmure             | NƯỚC      |
| Ukraine                | Diana Shabas              | 20   | Novovolynsk         | NƯỚC      |
| Hoa Kỳ                 | Emanii Davis              | 25   | Georgia             | KHÔNG KHÍ |
| Quần đảo Virgin (Mỹ)   | Talisha White             | 24   | Rex                 | LỬA       |
| Venezuela              | Michell Castellanos       | 24   | Valencia            | LỬA       |
| Việt Nam               | Hoàng Thị Hạnh            | 27   | Nghệ An             | NƯỚC      |
| Zambia                 | Venus Mary Vlahakis       | 20   | Lusaka              | KHÔNG KHÍ |
| Zimbabwe               | Monalisa Chiredzero       | 20   | Harare              | LỬA       |

## Chú ý

### Lần đầu tham gia
- Quần đảo Bắc Mariana
- Papua New Guinea

### Trở lại
- Lần cuối tham gia vào năm 2013:
  -  Nam Sudan
- Lần cuối tham gia vào năm 2014:
  -  Botswana
  -  Kazakhstan
- Lần cuối tham gia vào năm 2016:
  -  Kenya
  -  Slovakia
  -  Zimbabwe
- Lần cuối tham gia vào năm 2017:
  -  Canada
  -  Quần đảo Virgin (Mỹ)

### Bỏ cuộc
- Bahamas
- Belize
- Curaçao
- Síp
- Ai Cập
- Hy Lạp
- Ireland
- Moldova
- Romania
- Samoa
- Sri Lanka
- Thụy Điển
- Trinidad và Tobago

## Các thí sinh tham dự cuộc thi sắc đẹp quốc tế khác
| Quốc gia/Vùng lãnh thổ | Thí sinh                 | Cuộc thi                                       | Đại diện     |
| ---------------------- | ------------------------ | ---------------------------------------------- | ------------ |
| Armenia                | Rippi Sargsyan           | Miss Intercontinental 2015                     | Armenia      |
| Armenia                | Rippi Sargsyan           | Miss World Peace 2015                          | Armenia      |
| Armenia                | Rippi Sargsyan           | Miss Cosmopolitan World 2016                   | Armenia      |
| Armenia                | Rippi Sargsyan           | Lady Universe 2017                             | Armenia      |
| Belarus                | Alisa Manenok            | Top Model of the World 2015                    | Nga          |
| Belarus                | Alisa Manenok            | Miss International 2016 (Top 15)               | Nga          |
| Belarus                | Alisa Manenok            | World Beauty Queen 2018 (Hoa hậu)              | Nga          |
| Cameroon               | Jessica Djoumbi          | Miss Africa Continental 2018                   | Cameroon     |
| Cameroon               | Jessica Djoumbi          | Miss Heritage International 2019               | Cameroon     |
| Canada                 | Mattea Henderson         | Teen Universe 2014 (Top 5)                     | Canada       |
| Canada                 | Mattea Henderson         | Miss International 2017                        | Canada       |
| Chile                  | Fernanda Méndez Tapia    | Miss Atlantic International 2017               | Chile        |
| Colombia               | Yenny Carrillo           | Miss Globe 2016 (Á hậu 1)                      | Colombia     |
| Colombia               | Yenny Carrillo           | Reina Mundial del Banano 2017                  | Colombia     |
| Cộng hòa Séc           | Klára Vavrušková         | Miss Universe 2020                             | Cộng hòa Séc |
| Đan Mạch               | Sara Langtved            | Miss Universe 2021                             | Đan Mạch     |
| Anh                    | Stephanie Wyatt          | Miss Grand International 2020 (Top 20)         | Anh          |
| Ghana                  | Abena Appiah             | Top Model of the World 2013                    | Ghana        |
| Ghana                  | Abena Appiah             | Miss Universe 2014                             | Ghana        |
| Ghana                  | Abena Appiah             | Queen Beauty Universe 2016 (Hoa hậu)           | Ghana        |
| Ghana                  | Abena Appiah             | Miss Grand International 2020 (Hoa hậu)        | Hoa Kỳ       |
| Guyana                 | Faydeha King             | Miss Caribbean Culture 2013                    | Guyana       |
| Guyana                 | Faydeha King             | Miss Caribbean Culture 2015                    | Guyana       |
| Hungary                | Tünde Blága              | Miss Global Charity Queen 2018                 | Hungary      |
| Hungary                | Tünde Blága              | Miss Onelife 2019                              | Hungary      |
| Mông Cổ                | Azzaya Tsogt-Ochir       | Miss International 2015                        | Mông Cổ      |
| Mông Cổ                | Azzaya Tsogt-Ochir       | Miss Asia 2018 (Hoa hậu)                       | Mông Cổ      |
| Bắc Ireland            | Shannon McCullagh        | Miss Grand International 2021                  | Bắc Ireland  |
| Bắc Ireland            | Shannon McCullagh        | Miss Supranational 2022                        | Ireland      |
| Panama                 | Marianna Fuentes         | Miss Tourism World 2019 (Top 18)               | Panama       |
| Paraguay               | Jociani Repossi          | Miss Latin America 2018                        | Paraguay     |
| Bồ Đào Nha             | Bruna Silva              | Miss Mediterranea 2019 (Hoa hậu)               | Bồ Đào Nha   |
| Nga                    | Anna Baksheeva           | Miss Charm 2023                                | Nga (Top 20) |
| Thái Lan               | Teeyapar Sretsirisuvarna | Miss Bikini Universe 2015                      | Thái Lan     |
| Thái Lan               | Teeyapar Sretsirisuvarna | Miss Tourism Sri Lanka International 2016      | Thái Lan     |
| Thái Lan               | Teeyapar Sretsirisuvarna | Miss Tourism World 2016 (Á hậu 2)              | Thái Lan     |
| Thái Lan               | Teeyapar Sretsirisuvarna | Miss City Tourism International 2017 (Á hậu 2) | Thái Lan     |
| Thái Lan               | Teeyapar Sretsirisuvarna | Global Charity Queen 2018 (Top 15)             | Thái Lan     |
| Thái Lan               | Teeyapar Sretsirisuvarna | Miss Asia 2018 (Top 11)                        | Thái Lan     |
| Thái Lan               | Teeyapar Sretsirisuvarna | Miss Earth 2020 (Top 20)                       | Thái Lan     |
| Tonga                  | Titania Matekuolava      | Supermodel Worldwide 2018 (Top 20)             | New Zealand  |
| Việt Nam               | Hoàng Thị Hạnh           | Miss Asia Beauty 2017 (Á hậu 1)                | Việt Nam     |